# Питерхед
Питерхед (англ. Peterhead, гэльск. Ceann Phàdraig, скотс Peterheid) — крупнейший город и рыболовецкий порт округа Абердиншир. Располагается у побережья Северного моря к северо-востоку от Грампианских гор, отмечая крайнюю восточную точку материковой Шотландии. По результатам переписи 2011 года население города составляло 18 537 человек. Современное название происходит, предположительно, от топонима «Мыс Святого Петра» (англ. St Peter's Headland) и церкви, которая, вероятно, располагалась там в XII или XIII веках.

## История
До Реформации территория города вместе с окружающими землями принадлежала Дирскому аббатству. В 1560 году Мария Стюарт пожаловала её Роберту Кейту, сыну Уильяма Кейта, 4-го графа Маришаля. Позже земли перешли внуку Уильяма, Джорджу, при котором в 1593 году и был основан город — рыбацкая деревня населением в 56 человек получила статус бурга.
В течение XVII века город разрастался, и многие современные улицы были проложены именно тогда.
В XVIII—XIX веках город, среди прочих портов Шотландии, был крупным центром китобойного промысла.
С 1970-х годов разработка нефтяных месторождений в Северном море положительно повлияла на городскую экономику. Неподалеку от города располагается газовый терминал Сент-Фергус.

## Спорт
В городе базируются одноимённые футбольный и регбийный клубы.